# Tecklenburg
Tecklenburg là một thị trấn ở huyện Steinfurt, bang North Rhine-Westphalia, Đức.
Thị trấn nằm ở chân đồi của rừng Teutoburg, tây nam Osnabrück.

## Các khu phố
| - Tecklenburg | - Brochterbeck - Oberdorf - Niederdorf - Holthausen - Wallen-Lienen - Horstmersch | - Ledde - Danebrock - Oberbauer - Wieck | - Leeden - Loose - Oberberge |

## Giáp ranh
- Ibbenbüren
- Westerkappeln
- Lotte
- Hagen
- Lengerich
- Ladbergen
- Saerbeck

## Kết nghĩa
- France Chalonnes-sur-Loire (Pháp)